# Законодавство України про зброю

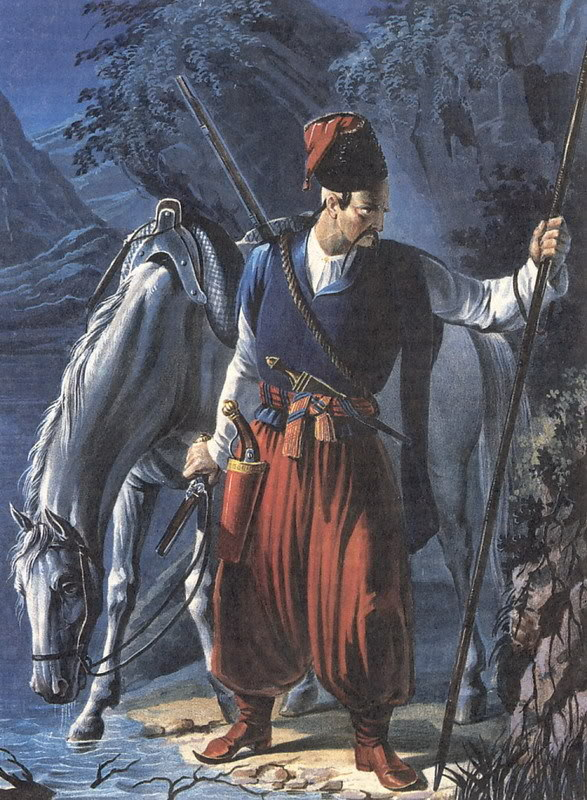
Запорізький козак зі зброєю, XVIII століття

Збройне законодавство України або Законодавство України про зброю — це нормативні акти, які містять в собі цивільноправові норми, що регулюють питання право громадян зберігати, купувати, носити мисливську, вогнепальну та холодну зброю. Є складовою поняття права на самозахист. У 2021 році 65% громадян України вважають себе достатньо відповідальними, щоб мати у власності короткоствольну зброю для самозахисту.
З початку російсько-української війни прийняті останні редакції законодавства, які регулюють питання зброї в Україні на період воєного стану з певним послабленням та дозволом на вбивство в цілях самозахисту військових російської армії.
Для отримання зброї треба пройти процедуру перевірки та отримати дозвіл від поліції. Використовувати мисливські рушниці й гвинтівки можна лише на полюванні. Короткоствольну травматичну зброю, що стріляє гумовими або іншими несмертельними кулями, можуть придбати працівники судів, охоронні структури, журналісти. Короткоствольною вогнепальною зброєю володіти може обмежене коло осіб — переважно військові та силові структури. 
Цивільні громадяни не мають права купувати бойові пістолети, автомати, кулемети чи штурмові гвинтівки. Водночас можуть отримати їх як нагороду від Офіса президента України, Міністерства внутрішніх справ України, Служби безпеки України чи Міністерства оборони України.
Кількість зброї, яку може мати громадянин України, необмежена, однак власник зброї повинен «забезпечити її безумовну схоронність». 
Видача права на зброю регулюється державними ліцензіями та має низку обмежень. В основному нелегальна зброя купується через бажання забезпечити особисту безпеку і невпевненості в захисті держави у випадку агресії.
До цього часу законодавством також закріплені вікові обмеження: пневматичну чи газову зброю може придбати кожен громадянин з 18 років, а вогнепальну мисливську гладкоствольну зброю — з 21 року, мисливську нарізну — з 25 років. Право на зброю є ознакою вільної людини. 

## Історія

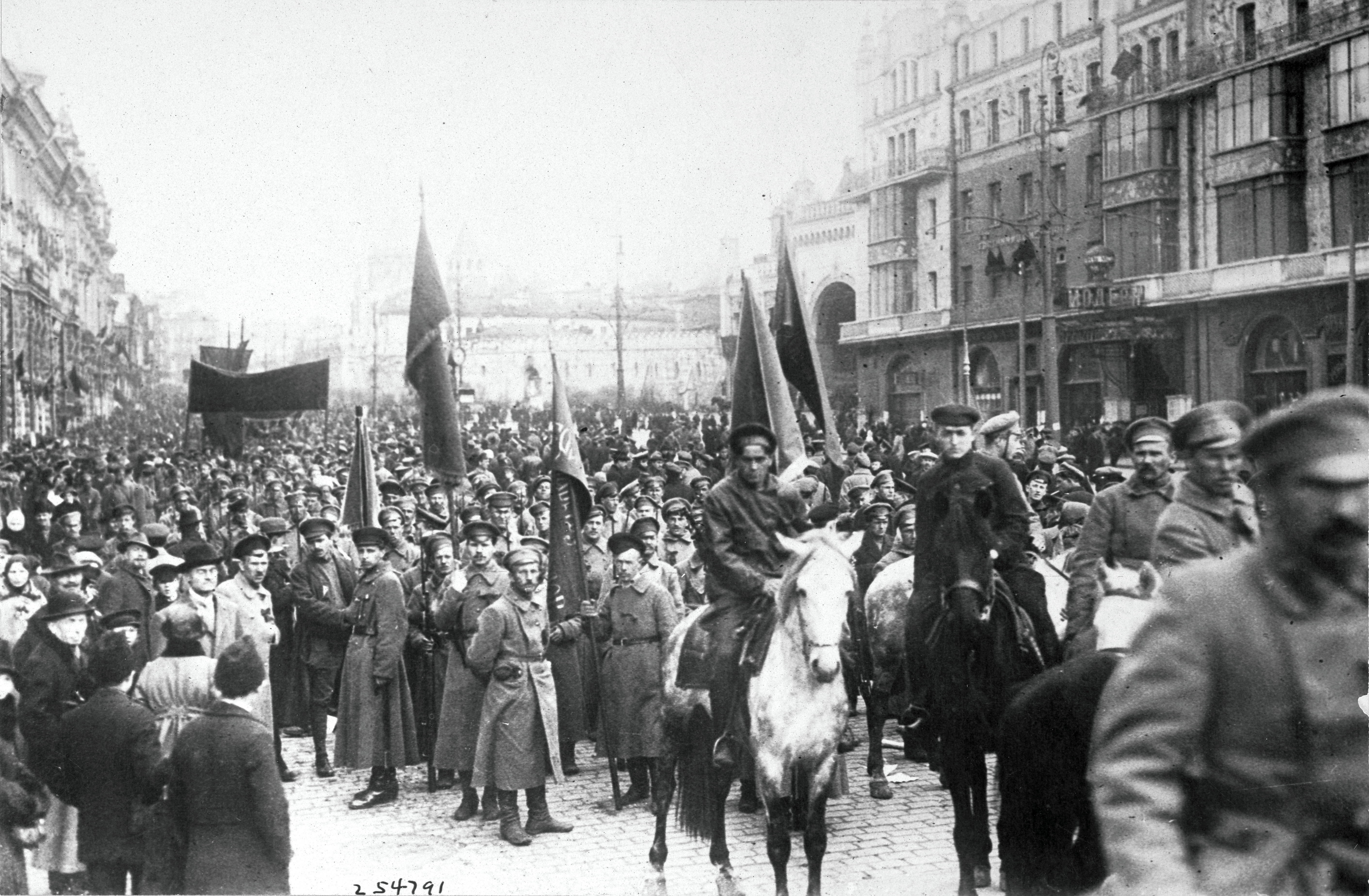
Більшовики на параді в Москві зі зброєю, 1917 рік

До часів Російської імперії право власності на зброю було ознакою вільної людини. До 1917 року піддані Російської імперії користувались правом на придбання та зберігання вогнепальної зброї (пістолетів і револьверів) в цілях самооборони, а також для полювання та заняття спортом. Дітям і підліткам дарували малопотужні рушниці з м’якими кулями, які продавались без спеціального дозволу. Для отримання серйознішої зброї надавався дозвіл у поліції або у влади.
Після жовтневого перевороту більшовицька влада вилучала зброю. Для тих, хто її таємно утримував застосовували покарання до вищої міри соціального захисту – розстрілу. Партійна більшовицька еліта боялася заворушень, які б могли скинути їхню владу. При цьому, як і в усьому іншому, в СРСР і в питаннях зі зброєю існувала диференціація – правом мати зброю були наділені партійні та радянські керівники відповідних рівнів (починаючи з районного) впродовж всього часу існування СРСР. 
Оперативний склад МВС міг отримати зброю виключно на підставі спеціального рапорту і то лише на короткий час. Застосування зброї у будь-якому випадку розглядалось керівництвом як надзвичайний випадок і підлягало розслідуванню. Існували випадки притягнення працівників міліції за фактично законне застосування зброї при затриманні особливо небезпечних злочинців, внаслідок якого злочинця було знищено. Результатом такого ставлення стало те, що оперативні працівники відмовлялись отримувати зброю і фактично йшли на затримання (часто навіть озброєного злочинця) без зброї. В останні роки горбачовської перебудови ситуація змінилась через велику кількість злочинів. 

### Політика

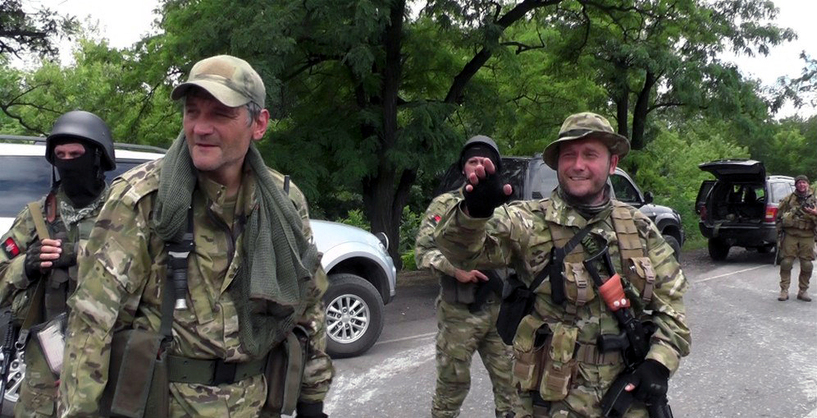
Фото бійців Добровольчого українського корпусу (ДУК) з Дмитром Ярошем, 2014 рік

Українська влада всіляко намагається ускладнити умови для зберігання та придбання зброї для самозахисту від громадян. Представники влади у більшості випадків пояснюють це піклуванням про безпеку суспільства.
Після 1991 року Україна лібералізували законодавство, яке регулює право громадян на зброю. На 2022 рік повнолітній громадянин при наявності відповідних документів має право отримати дозвіл на придбання гладкоствольної та нарізної мисливської зброї при дотриманні відповідних умов. Залишається заборона на придбання короткоствольної нарізної вогнепальної зброї (пістолетів та револьверів).
Серед політичних партій за володіння зброєю виступає Свобода, Правий сектор та Голос.

### Організації
В Україні існує Українська асоціація власників зброї. Двічі були подані петиції про легалізацію зброї до президента України, які набрали потрібну кількість голосів для розгляду. Асоціацією також підготований проєкт закону України, метою якого є подолання чинних колізій та заповнення відповідних прогалин у регулюванні. Сам факт розробки законопроєкту (як і факти реєстрації петицій) є показником високого рівня внутрішньої самоорганізації, високого рівня правосвідомості ініціаторів розробки таких проєктів і прагнення збройової спільноти врегулювати проблемні питання у спосіб, передбачений законодавством.

## Законодавство
У статті 92 Конституції України, визначено, що виключно законами визначаються основи національної безпеки, забезпечення громадського порядку. У 2022 році не існує чіткого механізму законодавчої реалізації права громадян на зброю. Спроби здійснювались неодноразово у 1994, 2005, 2008 роках. Перший проєкт Закону України «Про зброю» було підготовлено народним депутатом України Василем Костицьким і Ігорем Фрісом ще у 1994 році. Проти нього тоді повстала уся міліційна спільнота України і особливо вище керівництво МВС України. Авторів звинувачували у бажанні знищити українців, меті розв’язати в Україні громадянську війну тощо. Спроби прийняти цивілізований закон про зброю здійснювались надалі неодноразово. Всі вони не були реалізовані. 

### Спроби легалізації та основні ініціативи до війни 2022 року

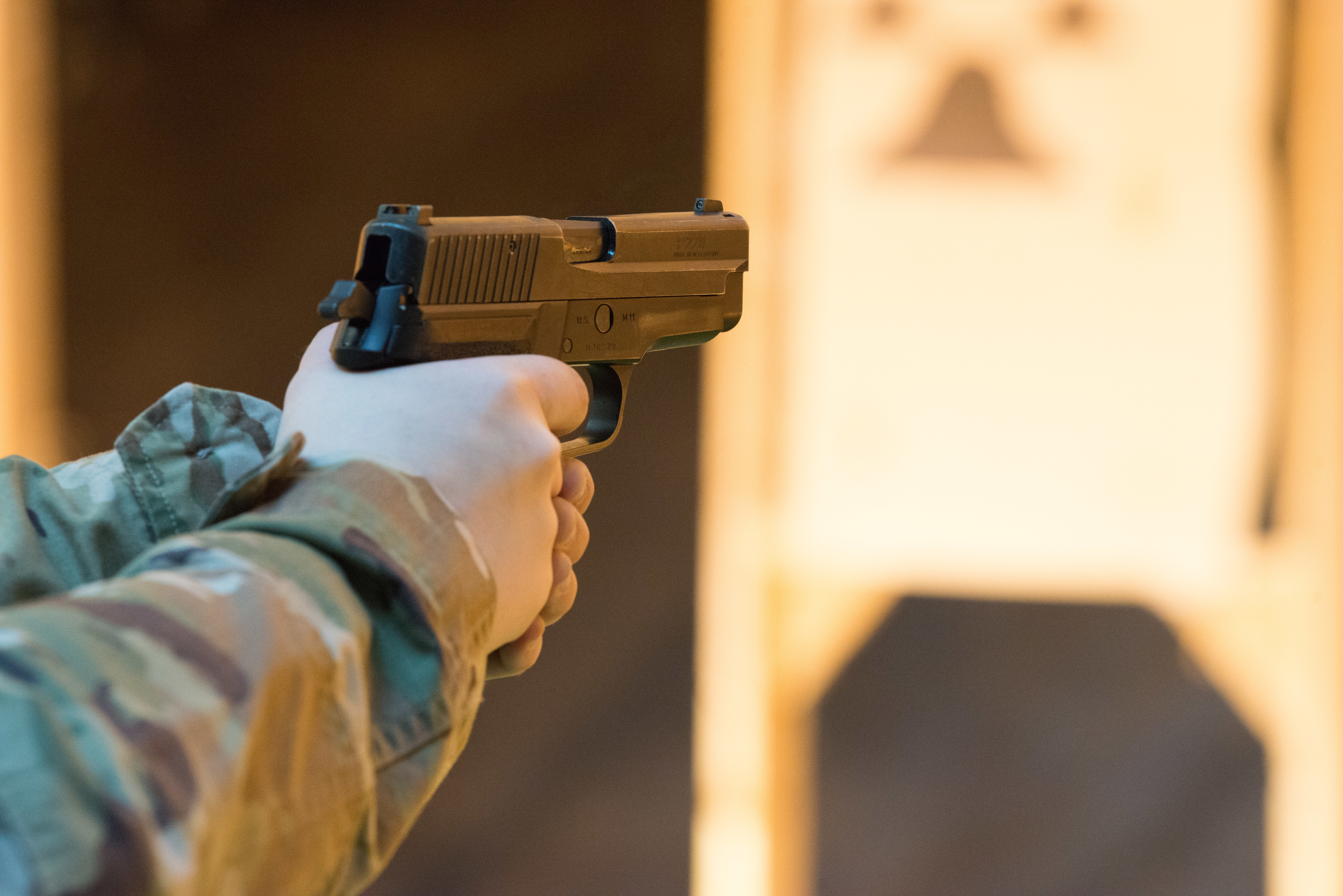
Навчання жінки володінню зброєю, Бельгія. 9 травня 2019 рік

У середу, 14 квітня 2010 року Верховна Рада України прийняла в першому читанні проєкт закону «Про обіг зброї невійськового призначення», який був одержаний Парламентом 20 лютого 2008 року. Міністерство внутрішніх справ мали до нього майже 50 принципових зауважень. Закон стосувався створення умов для захисту майна, забезпечення прав і законних інтересів фізичних та юридичних осіб та забезпечення державного контролю за поводженням з об'єктами дозвільної системи. У суботу, 2 серпня 2014 року закон не включно в порядок денний.
На початку грудня 2014 року авторський колектив на чолі з народним депутатом України Сергієм Капліним, до якого увійшли представники Української стрілецької асоціації, науковці, правники, зареєстрував законопроєкт від 1 грудня № 1135 «Про вогнепальну зброю цивільного призначення». За пропонованим законопроєктом кожна особа має право застосовувати зброю, реалізуючи право на самозахист, захист життя і здоров’я інших осіб, захист майна, інтересів держави чи суспільства від суспільно небезпечних протиправних посягань, а також для протидії особам й організаціям, які вчиняють дії щодо узурпації влади, зокрема, здійснюють захоплення державної влади шляхом насилля або в інший неконституційний або незаконний спосіб.
10 грудня 2014 року Верховною Радою України зареєстрований альтернативний законопроєкт групи депутатів, серед яких — Андрій Парубій, Андрій Іллєнко, Юрій-Богдан Шухевич, Олег Ляшко № 1135 —1 «Про цивільну зброю і боєприпаси», що має на меті розширити можливості володіння вогнепальною зброєю цивільними особами. Про свою підтримку цього законопроєкту заявила Українська асоціація власників зброї. Автори цього законопроєкту зазначають, що оскільки «держава наразі не в змозі убезпечити своїх громадян від злочинних посягань, володіння громадянами вогнепальною зброєю буде стримувальним чинником для значної частини злочинців».
У березні 2018 року був зареєстрований законопроєкт № 8203 «Про внесення змін до статті 263 Кримінального кодексу України (щодо посилення відповідальності за незаконне поводження зі зброєю, бойовими припасами або вибуховими речовинами)», яким запропоновано передбачити відповідальність у вигляді позбавлення волі на строк не від трьох до семи років, а від шести до десяти років. Тобто, крім ініціатив для захисту, силові структури пропонували передбачити ще суворіше покарання за такі злочини.
На розгляд Верховної Ради України у серпні 2019 року був винесений ще один законопроєкт про зброю, а у вересні цього самого року – законопроєкт про обіг зброї.

### Російсько-українська війна

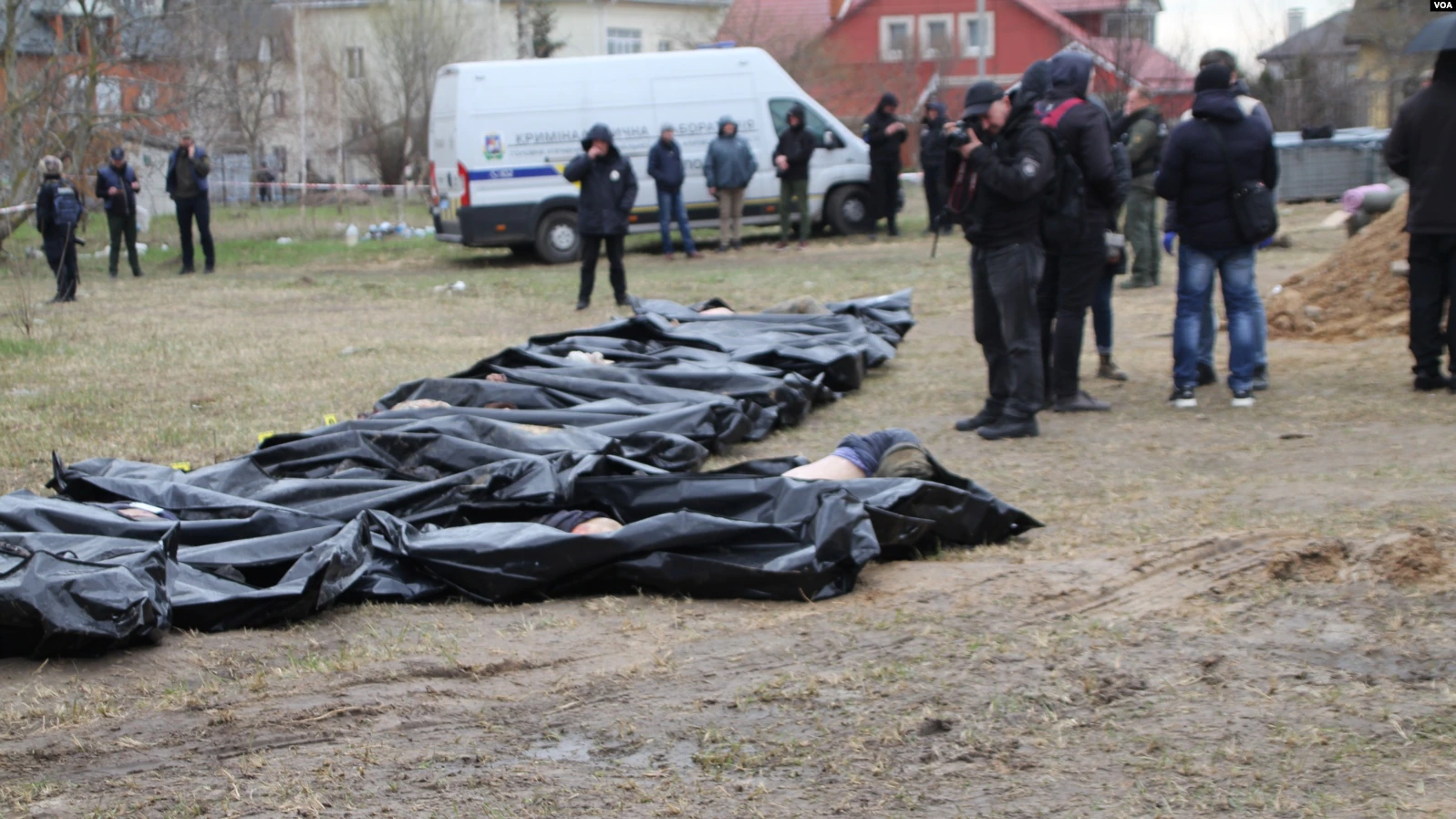
Ексгумація тіл людей, яких вбили без збройного опору в Бучі, 8 квітня 2022 року

Перед початком війни та 2021 року розгорнулась парламентська дискусія щодо законопроєктів про зброю з правом на захист.
4 березня 2021 року депутати Верховної ради України провалили голосування №4335—1 та залишили громадян України беззахисними перед криміналітетом. Підтриманий силовиками законопроєкт №4335 так само був провалений.
На початку 2022 року знову розгорнулись дебати про потребу зброї серед них №5708 (основний). На думку експертів він повністю позбавив українців реалізації права на збройний самозахист шляхом суворої заборони на носіння короткоствольної зброї, гарантуючи цілковиту безпеку злочинцям. Пропонував реєстр зброї передати в монопольне управління МВС. Передбачав зміни до Дисциплінарного статуту Збройних сил, які створювали підстави для нагородження короткоствольною зброєю будь-яких осіб навіть за відсутності будь-яких підстав, що нівелює цінність військової нагороди та узаконювало корупцію із нагородною зброєю.
№5708—1 (альтернативний) надавав українцям дієвий інструмент самозахисту, за умови дотримання жорстких вимог №5708 цементує вже чинну корупцію в правоохоронних органах, передбачаючи лише «окремі категорії громадян», яким дозволяється носіння «травматичної» зброї.
№5708—1: Дискримінаційні норми були відсутні. Разом із тим «травматична» зброя прирівнювалась до вогнепальної на вимоги до навчання володіння нею та віковим обмеженням для її отримання. З урахуванням викриття численних корупційних схем в МВС та Національній поліції, наполягав на передачі Реєстру зброї в управління Міністерства юстиції України із визначенням інших суб’єктів Реєстру (МВС та НП зокрема) з обмеженими повноваженнями щодо дій з ним. Також визначив, що Відомчою заохочувальною відзнакою «Вогнепальна зброя» може бути нагороджена тільки особа що проходить службу в відповідному відомстві за видатні заслуги.
За день до початку російського вторгнення, 23 лютого 2022 року цивільні громадяни й надалі не зможуть отримати дозвіл на щось серйозніше, ніж пневматика.

### Основні закони України про зброю
Згідно з основним українським законодавством, громадяни України не можуть бути власники не мисливської вогнепальної зброї — пістолетів, автоматів, кулеметів і штурмових гвинтівок.
Адміністративним правом встановлено низка норм про обіг зброї в Україні. Правила стрільби з вогнепальної, холодної метальної чи пневматичної зброї в населених пунктах і не відведених для цього місцях або з порушенням установленого порядку (стаття 17 КУпАП); порушення громадянами порядку придбання, зберігання, передачі іншим особам або продажу вогнепальної, холодної чи пневматичної зброї (стаття 190 КУпАП); порушення громадянами правил зберігання, носіння або перевезення вогнепальної, холодної чи пневматичної зброї та боєприпасів, порушення громадянами строків реєстрації (перереєстрації) вогнепальної, холодної чи пневматичної зброї і правші взяття на облік (ст. 191, 192 КУпАП).
Ухилення від реалізації вогнепальної, холодної чи пневматичної зброї і бойових припасів, порушення працівниками торговельних підприємств (організацій) порядку продажу вогнепальної, холодної чи пневматичної зброї і бойових припасів, порушення працівниками підприємств, установ, організацій правил зберігання або перевезення вогнепальної, холодної чи пневматичної зброї і бойових припасів (ст. 193,194,195 КУпАП); порушення порядку придбання, зберігання, реєстрації або обліку газових пістолетів і револьверів та патронів до них (ст. 195—1 КУпАП). Своєю чергою; під юрисдикцію ККУ підпадають лише нарізна вогнепальна зброя, саморобна вогнепальна зброя, вогнепальна зброя спеціального призначення та холодна зброя

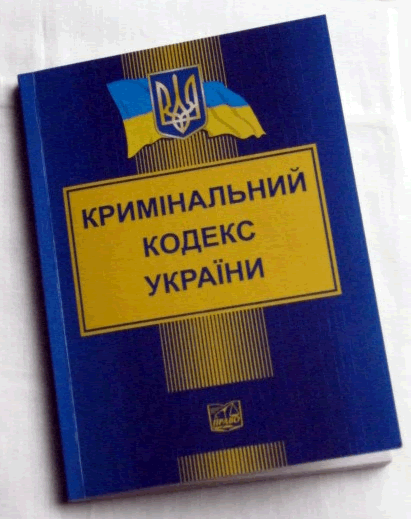
Кримінальний кодекс України

Стаття 263 Кримінального кодексу за незаконне зберігання, придбання, виготовлення, ремонт, передачу чи збут вогнепальної зброї передбачає позбавлення волі на термін від трьох до семи років. Громадяни, які добровільно здають незаконно придбану вогнепальну зброю, звільняються від відповідальності.
Зброю різних видів можна використовувати для самозахисту, мисливства, спортивного змагання і т. д. Відповідно до статті 46 Закону України «Про Національну поліцію» поліцейський уповноважений на зберігання, носіння вогнепальної зброї, а також на її застосування і використання лише за умови, що він пройшов відповідну спеціальну підготовку.
На думку влади, діяльність представників правоохоронних органів спрямована на захист прав, свобод та законних інтересів громадян України, у результаті чого громадяни отримують сприятливе підґрунтя для виконання своїх обов’язків.
Законодавством досі не визначені дозвільні правила щодо поводження з вогнепальною зброєю, вони містяться у підзаконному нормативному акті полягають у платному чи безоплатному набутті відповідних предметів будь-яким способом (крім вказаних у ст. 262 КК України) – купівлі, обміну, одержання як плати за виконану роботу чи надані послуги, привласнення знайденого одержання в подарунок чи як відшкодування боргу тощо.
Зберігання дії, пов’язані з володінням незалежно від його тривалості вказаними предметами, які знаходяться не при винній особі, а у вибраному і відомому їй місці. Такі придбання та зберігання є незаконними, тобто здійснюються без відповідного дозволу.

### Накази силових структур
На 2022 рік є наказ міністерства внутрішніх справ «Інструкція про порядок виготовлення, придбання, зберігання, обліку, перевезення та використання вогнепальної, пневматичної, холодної і охолощеної зброї, пристроїв вітчизняного виробництва для відстрілу патронів, споряджених гумовими чи аналогічними за своїми властивостями метальними снарядами несмертельної дії, та патронів до них, а також боєприпасів до зброї, основних частин зброї та вибухових матеріалів» від 7 жовтня 1998 року. Це основний нормативний документ, регуляційну роботу. й Наказом МВС України від 21 серпня 1998 року № 622, вогнепальною вважається зброя, яка призначена для ураження цілей снарядами, що одержують спрямований рух у стволі (за допомогою сили тиску газів, які утворюються в результаті згоряння метального заряду) та мають достатню кінетичну енергію для ураження цілі, що знаходиться на визначеній відстані (п. 8.2).
Спеціальними нормами регулюється не лише дозвіл на видачу вогнепальної зброї, а і її зберігання. Зброя повинна зберігатися у металевих шафах (сейфах), стінки яких мають бути завтовшки не менше 3 мм з внутрішніми замками (не менше двох). Дверці шаф для міцності укріплюються металевими накладками або косинцями. На дверцях шафи з внутрішнього боку має бути опис зброї, основних частин зброї, бойових припасів, пристроїв та патронів до них за номерами (п. 11.7 Інструкції).
Вогнепальна зброя та припаси повинні зберігатися за місцем реєстрації. Якщо зброя була перенесена в інше місце або продана, про це потрібно повідомити органи Національної поліції у відповідний строк. В іншому разі особа притягуватиметься до адміністративної відповідальності.

## Види зброї

Нагородна зброя серед інших нагород, що вручив Міністр оборони до Дня Сухопутних військ ЗСУ, 2021 рік

Чіткого визначення поняття зброя немає. Відповідно до Кримінального кодексу України частини 5 ст. 36 («Необхідна оборона»), використання зброї в межах самооборони, для захисту житла або честі й гідності як своєї, так і громадян не є перевищенням меж самооборони. Також згідно з п. 1 ст. 294 КК України («Масові заворушення») зброя у цьому випадку – це важіль впливу на громадський порядок, честь і гідність громадян, життя та здоров’я особи, власність тощо. КК України передбачає можливість використання зброї в межах закону з превентивною чи іншою законною метою.
КУпАП оперує іншими дефінітивними конструкціями щодо зброї. Наприклад, у статті 29 КУпАП («Конфіскація предмета, який став знаряддям вчинення або безпосереднім об’єктом правопорушення») йдеться про те, що зброя може бути основним джерелом існування, що характеризується як мисливство. Інший приклад – ст. 191 КУпАП («Порушення громадянами правил зберігання, носіння або перевезення нагородної, вогнепальної, холодної чи пневматичної зброї і бойових припасів»), яка містить вказівку про те, що зброя має бути офіційно зареєстрована, адже це небезпечна річ. З КК України зброя є засобом самооборони і будь-яке її застосування характеризується лише прямим умислом, а відповідно до КУпАПу зброя – це один із засобів існування та праці і в такому разі її використання характеризується не лише прямим, а й непрямим умислом
Зброя існує як іменна та нагородна, яка призначається і надається переважно силовим структурам. Глава Міністерства внутрішніх справ Арсен Аваков вручив у вигляді «нагородної» понад три тисячі одиниць такої зброї. Понад 500 одиниць зброї щорічно отримують у вигляді нагород співробітники Служби безпеки України, Міністерства оборони України та інші силові органи.

## Критика

### Противники права на зброю

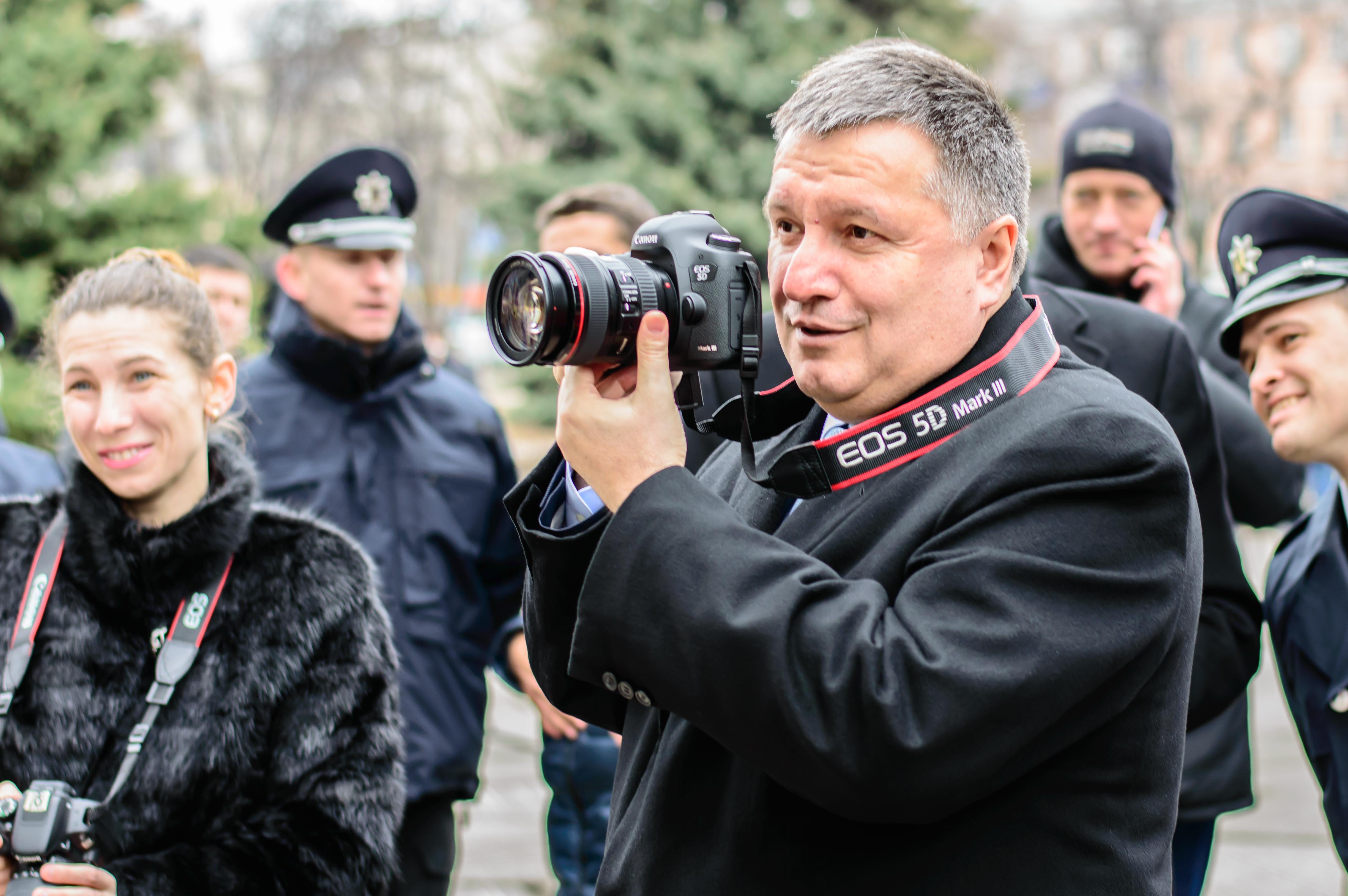
Міністр внутрішніх справ України Арсен Аваков один із найбільших противників надання права зброї громадянам України

Найбільшу критику на питання легалізації володіння зброєю громадян висловлюють поліцейські та силові структури України. На думку начальника департаменту громадської безпеки МВС України Володимира Петровського, суспільство ще не готове отримати в руки короткоствольну вогнепальну зброю.
Частина випадків обґрунтується злочинами через необережне володіння зброєю. Зокрема, демонструються приклади тих, хто має доступ до самої зброї серед силових структур. Так дослідниця Вербіцька вважає, що через такі злочини посилання відповідальності є на часі».
Противники легалізації зброї також вживають такі аргументи як: надзвичайне зростання рівня насильницької злочинності, зброя може потрапити до рук злочинців, ставлять приклади коли, в інших країнах, зокрема США є розстріли у школах, університетах та вулицях. Також, що зброю має право мати лише поліція.
Не можна стверджувати, що існують способи вірогідного вимірювання рівня правосвідомості та правової культури. Тому неможливо дати об’єктивну відповідь на питання: «чи достатній рівень культури поводження зі зброєю у сьогоденному суспільстві для розширення чинного обсягу права людини на зброю в Україні?». Однак неможливо заперечувати необхідність здійснення заходів, що мають позитивний вплив як на рівень культури поводження зі зброєю безпосередньо, так і на рівень правосвідомості та правової культури загалом.

### Прихильники права на зброю

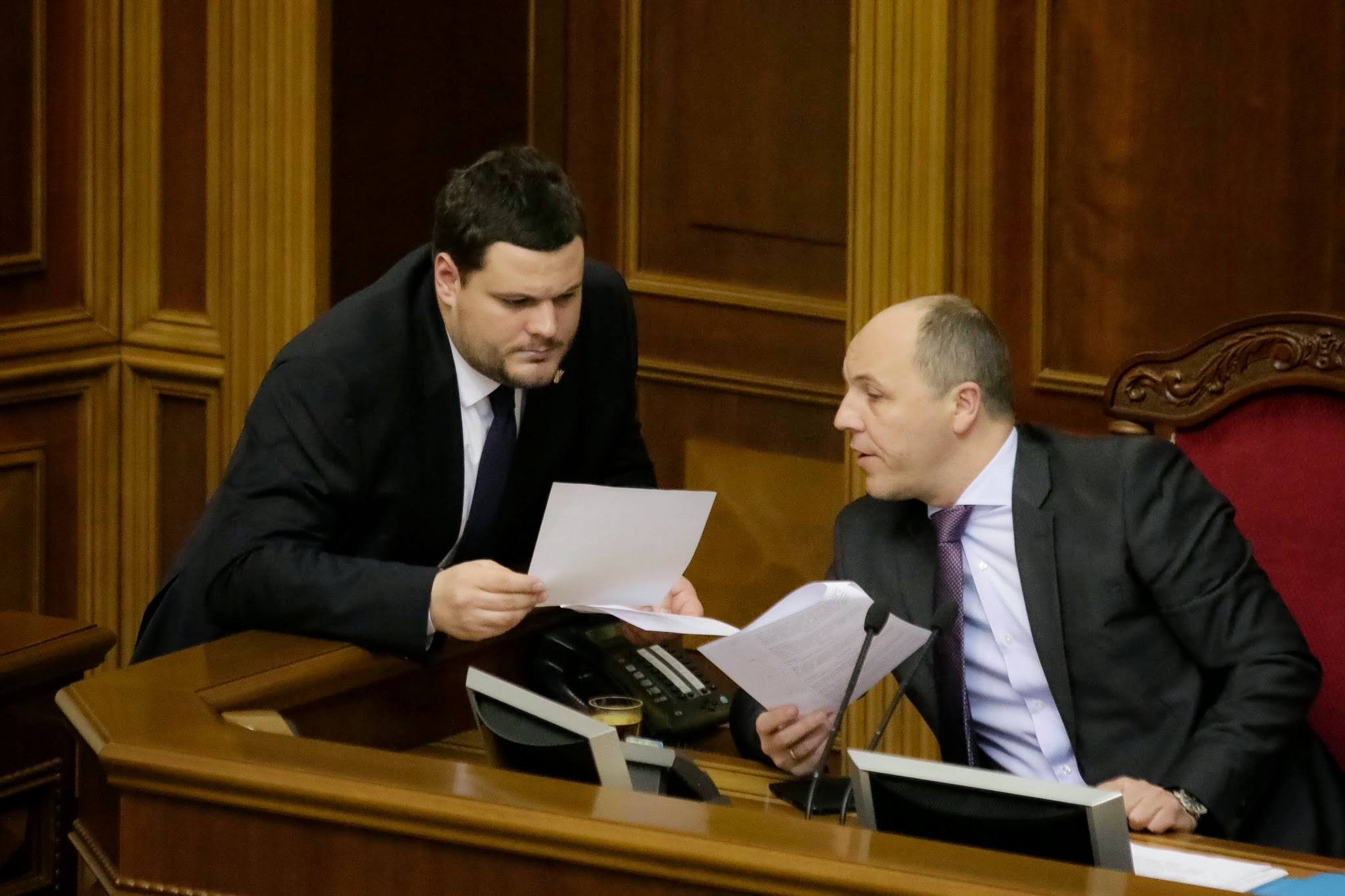
Депутат Андрій Іллєнко та 13 —й Голова Верховної Ради України Андрій Парубій прихильники надання права зброї громадянам України

Українська влада аби використати досвід цих країн має не просто легалізувати вогнепальну зброю, але й підготувати систему резервістів для армії, досягнувши таки чином відразу кілька цілей — озброїти населення (за бажанням самого населення) і повернути в масову культуру населення зброю як один з її атрибутів.
Крім цих аргументів, прихильники також кажуть, що вільний народ має право захищати себе від диктатури і злочинної влади. В умовах агресії Росії проти України українці мали б бути готовими для здійснення збройного опору агресору. Кожна людина має право на необхідну оборону, право сама, власними силами захищати себе, своїх близьких, співгромадян, майно та т. інших попри наявну поліцію та її спроб злочинних посягань. Природне право людини. Стан правової охорони не забезпечує відповідного рівня безпеки людей.
Отже, громадяни України, є центральними суб’єктами обігу та застосування зброї в Україні, оскільки придбання, носіння, володіння та застосування ними зброї є безпосередньою реалізацією гарантованого державною конституційного права особи, в першу чергу на самооборону. При чому, публічна адміністрація повинна найближчим часом має створити оптимальний механізм реалізації цього права шляхом легалізації вогнепальної зброї в Україні.

### Переслідування власників зброї та її вилучення
Досить прогнозованим стало те, що 4 роки війни на Донбасі значно збільшили кількість незареєстрованої зброї на руках у населення. Заразом від початку війни на сході України кількість вироків суду за статтею про незаконне поводження зі зброєю в Києві зросла більш ніж на 50%. Про це свідчать дані Єдиного реєстру судових рішень. Найбільше ж засуджених за порушення статті 263 Кримінального кодексу у Волинській області: якщо від 2010 до 2014-го тут винесли 97 таких вироків, то від початку бойових дій на Донбасі їх уже понад дві сотні.
За 2021 рік поліція вилучила 2,5 тисячі одиниць вогнепальної зброї. Майже половина — це пістолети, 78 гранатометів, а також автомати, обрізи та гвинтівки. Також правоохоронці вилучили 240 тисяч набоїв, понад дві тисячі гранат та 72 вибухові пристрої. У 2017 році поліція задокументувала майже вісім тисяч фактів незаконного поводження зі зброєю.

## Статистика

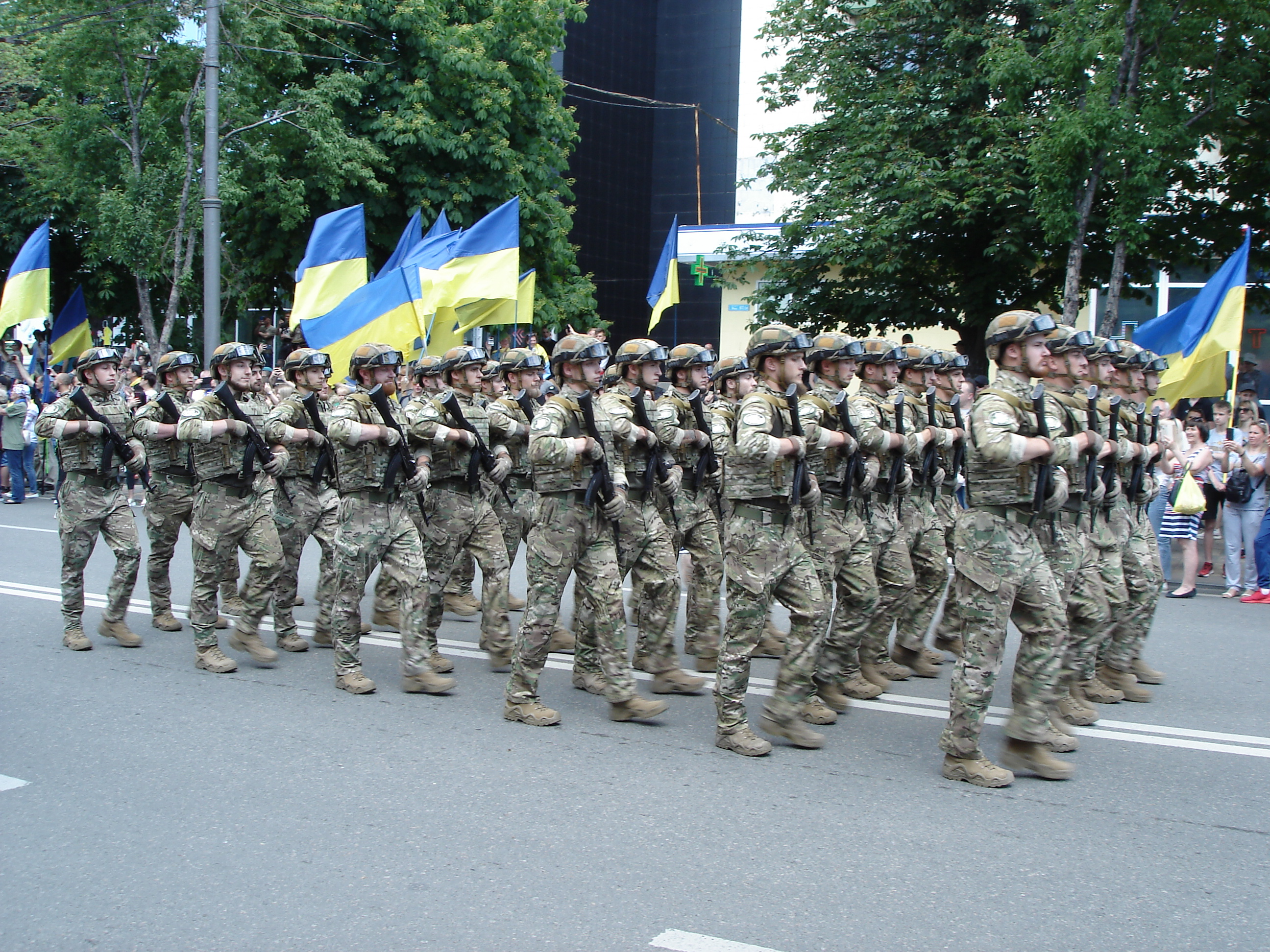
Полк Азов в Маріуполі зі зброєю, 2021 рік

В Україні офіційно зареєстровано 663 тисячі громадян — власників вогнепальної зброї, які мають на руках понад 800 тисяч «стволів». Про це йдеться у відповіді Національної поліції України на інформаційний запит. Станом на 1 січня 2018 року за даними автоматизованих обліків, які формують органи поліції, зареєстровано 663126 власників вогнепальної зброї, у яких в особистому користуванні знаходяться 736918 одиниць мисливської гладкоствольної зброї і 145859 одиниць мисливської нарізної зброї».
За даними Української асоціації власників зброї, сьогодні на руках в українців може бути до 5 млн одиниць незареєстрованої легкої вогнепальної зброї. У МВС оцінюють такі дані значно скромніше. Так, радник глави МВС Іван Варченко раніше заявляв, що нелегальної вогнепальної зброї в Україні — не більше 300 тисяч.